# Percival Proctor
Le Percival Q-6 Proctor est un avion d'entraînement monomoteur conçu en 1939 au Royaume-Uni et qui servit durant la Seconde Guerre mondiale dans les rangs de la RAF et de l'aéronavale britannique.

## Histoire
En 1938, le ministère britannique de l'air émit la Spécification numéro 20/38 relative à la fourniture d'un monomoteur de formation du personnel radios et de calibrage des radar militaires. Malgré la présence de quatre avionneurs (Airspeed, Blackburn, Percival, et Westland), ce fut le moins réputé qui fut sélectionné. Percival proposa donc son modèle Q-6 qui allait devenir le Proctor.
Il entra en service dans la RAF en 1940 et vola alors au profit des écoles de radio-navigateurs, aux côtés du bimoteur Avro Anson. Durant le conflit, la Fleet Air Arm utilisa également cet avion pour des missions de liaisons aériennes et de communication. Les Proctor britanniques demeurèrent en service durant toute la guerre. Au total, plus de 1 100 Proctor militaires ont été construits.

## Les Proctor civils
Dès 1946, trois Proctor de la RAF furent revendus sur le marché civil en tant qu'avions de tourisme. La même année, la société canadienne Hudson's Bay transforma un autre Proctor en hydravion à flotteurs. Les résultats de cette transformation ne sont pas connus, mais l'appareil n'a pas connu de suite.

## Opérateurs
- Belgique
- France :
  - Armée de l’air : 18 Proctor Mk-IV (entré en service en décembre 1945, retiré en 1959)[1]
- Norvège
- Portugal : Derniers avions retirés du service en 1966
- Royaume-Uni

## Avions comparables
- Morane-Saulnier MS-475 Vanneau
- CAC CA-25 Winjeel
- De Havilland Canada DHC-1 Chipmunk
- North American T-6 Texan

### Développement lié
- Percival Gull
- Percival Vega Gull
- Youngman-Baynes High Lift (en)